# Otto Stoessl
Otto Stoessl (* 2. Mai 1875 in Wien, Österreich-Ungarn; † 15. September 1936 ebenda) war ein österreichischer Schriftsteller.

## Leben
Otto Stoessl war der Sohn eines jüdischen Arztes. Sein Jurastudium an der Universität Wien schloss er 1900 mit der Promotion zum Doktor der Rechtswissenschaft ab. Anschließend war er als Beamter bei der Kaiser-Ferdinands-Nordbahn tätig. Nachdem er bereits seit 1898 mit eigenen literarischen Texten an die Öffentlichkeit getreten war, lieferte er von 1906 bis 1911 Beiträge vorwiegend theoretischen
Inhalts zu Karl Kraus’ Fackel; ab 1919 schrieb er Kritiken der Aufführungen des Burgtheaters für die Wiener Zeitung. Nach seiner vorzeitigen Pensionierung als Hofrat im Jahre 1923 widmete er sich ganz der Literatur. 1924 erhielt er gemeinsam mit Robert Musil den Preis der Stadt Wien für Literatur.
Otto Stoessls Werk umfasst Romane, Erzählungen, Essays, Gedichte und Theaterstücke. Während seine ersten dramatischen Versuche noch vom Naturalismus geprägt waren, verlegte er sich in seinen späteren Werken auf die – stilistisch traditionelle – Schilderung der untergegangenen österreichisch-ungarischen Monarchie. Als sein Hauptwerk gilt der Roman Das Haus Erath, der den Niedergang einer österreichischen Familie über mehrere Generationen zum Thema hat und vereinzelt mit Thomas Manns „Buddenbrooks“ verglichen wurde. Nach seinem Tod geriet Otto Stoessl rasch in Vergessenheit, und auch wohlwollende Hinweise z. B. von Hans Weigel vermochten in der Nachkriegszeit wenig daran zu ändern.
Otto Stoessl ist Namensgeber des von seinem Sohn, dem Altphilologen Franz Stoessl, gestifteten und seit 1982 verliehenen Otto-Stoessl-Preises.
1911/1912 ließ er sich von Adolf Loos ein Haus in der Matrasgasse 20 in Hietzing für seine dreiköpfige Familie bauen. Jeden ersten Sonntag im Monat versammelten sich im Essraum jahrelang Freunde des Hauses, unter ihnen Oskar Laske, Ernst Krenek und Alban Berg.
1955 wurde die Stoesslgasse in Wien-Hietzing nach ihm benannt.

## Werke (Auswahl)
- Leile, Berlin 1898 (online – Internet Archive)
- mit Robert Scheu: Tote Götter, Leipzig 1898.
- mit Robert Scheu: Waare, Leipzig 1898.
- Gottfried Keller, Berlin 1904
- Kinderfrühling, Berlin 1904
- Conrad Ferdinand Meyer, Berlin 1906
- In den Mauern, Berlin 1907 (online – Internet Archive)
- Sonjas letzter Name, München [u. a.] 1908
- Negerkönigs Tochter, München [u. a.] 1910 (online – Internet Archive)
- Allerleirauh, München [u. a.] 1911
- Egon und Danitza, München [u. a.] 1911 (online – Internet Archive)
- Morgenrot, München 1912 (online – Internet Archive)
- Was nützen mir die schönen Schuhe, München [u. a.] 1913
- Lebensform und Dichtungsform, München [u. a.] 1914 (online – Internet Archive)
- Basem der Grobschmied, Wien [u. a.] 1917
- Unterwelt, München [u. a.] 1917
- Das Haus Erath, Leipzig 1920
- Der Hirt als Gott, Wien 1920
- Die alte Magd[1]
- Irrwege, München 1922
- Opfer, Leipzig 1922
- Johannes Freudensprung, Leipzig 1923
- Sonnenmelodie, Stuttgart 1923
- Adalbert Stifter, Stuttgart 1925
- Weg und Opfer, Symbol und Wirklichkeit, Wien 1925
- Nachtgeschichten, Berlin 1926
- Die Schmiere, Berlin 1927 (= Erstveröffentlichung im Mai 1921 bei Velhagen & Klasings Monatsheften)
- Antike Motive, Wien 1928
- Spanische Reitschule, Wien 1928
- Menschendämmerung, München 1929
- Der bedenkliche Kauf oder Der verlorene Kopf, Berlin 1930
- Gesammelte Werke, Wien
  - 1. Arcadia, 1933
  - 2. Schelmengeschichten, 1934
  - 3. Geist und Gestalt, 1935
  - 4. Schöpfer, 1938
- Ein Beutestück, Weimar 1934
- Nora, die Füchsin, Wien 1934
- Vers und Prosa, Wien 1936
- Der Kurpfuscher, Graz [u. a.] 1987
- Briefwechsel, Wien 1996 (zusammen mit Karl Kraus)

## Herausgeberschaft
- Adalbert Stifter: Adalbert Stifters Werke. 7 Bände. Berlin, 1899
- Moritz von Schwind: Briefe, Leipzig 1924